# Список птахів Лівії
Це перелік видів птахів, зафіксованих на території Лівії. Авіфауна Лівії налічує загалом 352 види, з яких 32 є рідкісними або випадковими. 2 види були знищені на території країни.

## Позначки
Наступні теги використані для виділення деяких категорій птахів.
- (А) Випадковий — вид, який рідко або випадково трапляється в Лівії
- (Ex) Локально вимерлий — вид, який більше не трапляється в Лівії, хоча його популяції існують в інших місцях
- (I) Інтродукований — вид, завезений до Лівії як наслідок, прямих чи непрямих дій людських дій

## Страусоподібні(Struthioniformes)
Родина: Страусові (Struthionidae)
- Страус африканський, Struthio camelus (Ex)

## Пірникозоподібні(Podicipediformes)
Родина: Пірникозові (Podicipedidae)
- Пірникоза мала, Tachybaptus ruficollis
- Пірникоза велика, Podiceps cristatus
- Пірникоза червоношия, Podiceps auritus
- Пірникоза чорношия, Podiceps nigricollis

## Буревісникоподібні(Procellariiformes)
Родина: Буревісникові (Procellariidae)
- Буревісник середземноморський, Calonectris diomedea
- Буревісник східний, Puffinus yelkouan
- Буревісник балеарський, Puffinus mauretanicus

Родина: Качуркові (Hydrobatidae)
- Качурка морська, Hydrobates pelagicus

## Сулоподібні(Suliformes)
Родина: Сулові (Sulidae)
- Сула атлантична, Morus bassanus

Родина: Бакланові (Phalacrocoracidae)
- Баклан великий, Phalacrocorax carbo
- Баклан чубатий, Gulosus aristotelis

## Пеліканоподібні(Pelecaniformes)
Родина: Пеліканові (Pelecanidae)
- Пелікан рожевий, Pelecanus onocrotalus

Родина: Чаплеві (Ardeidae)
- Чапля сіра, Ardea cinerea
- Чапля руда, Ardea purpurea
- Чепура велика, Ardea alba
- Чепура мала, Egretta garzetta
- Чапля жовта, Ardeola ralloides
- Чапля єгипетська, Bubulcus ibis
- Квак звичайний, Nycticorax nycticorax
- Бугай водяний, Botaurus stellaris
- Бугайчик звичайний, Ixobrychus minutus

Родина: Ібісові (Threskiornithidae)
- Коровайка бура, Plegadis falcinellus
- Косар білий, Platalea leucorodia

## Лелекоподібні(Ciconiiformes)
Родина: Лелекові (Ciconiidae)
- Лелека чорний, Ciconia nigra
- Лелека білий, Ciconia ciconia

## Фламінгоподібні(Phoenicopteriformes)
Родина: Фламінгові (Phoenicopteridae)
- Фламінго рожевий, Phoenicopterus roseus

## Гусеподібні(Anseriformes)
Родина: Качкові (Anatidae)
- Лебідь-шипун, Cygnus olor
- Лебідь чорнодзьобий, Cygnus columbianus (A)
- Гуска сіра, Anser anser (A)
- Гуска білолоба, Anser albifrons (A)
- Казарка чорна, Branta bernicla
- Огар рудий, Tadorna ferruginea (A)
- Галагаз звичайний, Tadorna tadorna
- Свищ євразійський,  Mareca penelope
- Нерозень, Mareca strepera
- Чирянка мала, Anas crecca
- Чирянка африканська, Anas capensis
- Крижень звичайний, Anas platyrhynchos
- Шилохвіст північний, Anas acuta
- Чирянка велика, Spatula querquedula
- Широконіска північна, Spatula clypeata
- Чирянка блакитнокрила, Spatula discors (A)
- Чирянка вузькодзьоба, Marmaronetta angustirostris
- Чернь червонодзьоба, Netta rufina
- Попелюх звичайний, Aythya ferina
- Чернь білоока, Aythya nyroca
- Чернь чубата, Aythya fuligula
- Чернь морська, Aythya marila
- Синьга, Melanitta nigra
- Гоголь зеленоголовий, Bucephala clangula
- Крех малий, Mergellus albellus
- Крех середній, Mergus serrator (A)
- Крех великий, Mergus merganser
- Савка білоголова, Oxyura leucocephala

## Яструбоподібні(Accipitriformes)
Родина: Скопові (Pandionidae)
- Скопа, Pandion haliaetus

Родина: Яструбові (Accipitridae)
- Осоїд євразійський, Pernis apivorus
- Шуліка рудий, Milvus milvus
- Шуліка чорний, Milvus migrans
- Шуліка чорноплечий, Elanus caeruleus (A)
- Стерв'ятник, Neophron percnopterus
- Сип білоголовий, Gyps fulvus (A)
- Гриф чорний, Aegypius monachus
- Гриф африканський, Torgos tracheliotos (A)
- Змієїд блакитноногий, Circaetus gallicus
- Лунь очеретяний, Circus aeruginosus
- Лунь польовий, Circus cyaneus
- Лунь степовий, Circus macrourus
- Лунь лучний, Circus pygargus
- Яструб малий, Accipiter nisus
- Яструб великий, Accipiter gentilis
- Канюк звичайний, Buteo buteo
- Канюк степовий, Buteo rufinus
- Зимняк, Buteo lagopus
- Підорлик малий, Clanga pomarina
- Підорлик великий, Clanga clanga (A)
- Могильник східний, Aquila heliaca
- Беркут, Aquila chrysaetos
- Орел-карлик яструбиний, Aquila fasciata
- Орел-карлик, Hieraaetus pennatus

## Соколоподібні(Falconiformes)
Родина: Соколові (Falconidae)
- Боривітер степовий, Falco naumanni
- Боривітер звичайний, Falco tinnunculus
- Кібчик червононогий, Falco vespertinus
- Підсоколик Елеонори, Falco eleonorae
- Підсоколик сірий, Falco concolor
- Підсоколик малий, Falco columbarius
- Підсоколик великий, Falco subbuteo (Ex)
- Ланер, Falco biarmicus
- Балабан, Falco cherrug (A)
- Falco pelegrinoides
- Сапсан, Falco peregrinus

## Куроподібні(Galliformes)
Родина: Фазанові (Phasianidae)
- Кеклик берберійський, Alectoris barbara
- Перепілка звичайна, Coturnix coturnix

## Журавлеподібні(Gruiformes)
Родина: Журавлеві (Gruidae)
- Журавель сірий, Grus grus

Родина: Пастушкові (Rallidae)
- Пастушок водяний, Rallus aquaticus
- Деркач лучний, Crex crex (A)
- Погонич малий, Zapornia parva
- Погонич-крихітка, Zapornia pusilla (A)
- Погонич звичайний, Porzana porzana
- Погонич буроголовий, Aenigmatolimnas marginalis (A)
- Курочка водяна, Gallinula chloropus
- Лиска звичайна, Fulica atra

## Дрохвоподібні(Otidiformes)
Родина: Дрохвові (Otididae)
- Джек, Chlamydotis undulata
- Хохітва, Tetrax tetrax

## Сивкоподібні(Charadriiformes)
Родина: Триперсткові (Turnicidae)
- Триперстка африканська, Turnix sylvaticus

Родина: Куликосорокові (Haematopodidae)
- Кулик-сорока євразійський, Haematopus ostralegus

Родина: Чоботарові (Recurvirostridae)
- Кулик-довгоніг чорнокрилий, Himantopus himantopus
- Чоботар синьоногий, Recurvirostra avosetta

Родина: Лежневі (Burhinidae)
- Лежень степовий, Burhinus oedicnemus

Родина: Pluvianidae
- Бігунець єгипетський, Pluvianus aegyptius (A)

Родина: Дерихвостові (Glareolidae)
- Бігунець пустельний, Cursorius cursor
- Дерихвіст лучний, Glareola pratincola
- Дерихвіст степовий, Glareola nordmanni

Родина: Сивкові (Charadriidae)
- Чайка чубата, Vanellus vanellus
- Чайка шпорова, Vanellus spinosus (A)
- Чайка білохвоста, Vanellus leucurus (A)
- Сивка звичайна, Pluvialis apricaria
- Сивка морська, Pluvialis squatarola
- Пісочник великий, Charadrius hiaticula
- Пісочник малий, Charadrius dubius
- Пісочник каспійський, Charadrius asiaticus (A)
- Пісочник морський, Charadrius alexandrinus
- Пісочник товстодзьобий, Charadrius leschenaultii
- Пісочник монгольський, Charadrius mongolus (A)
- Хрустан євразійський, Charadrius morinellus

Родина: Баранцеві (Scolopacidae)
- Слуква лісова, Scolopax rusticola
- Баранець малий, Lymnocryptes minimus
- Баранець великий, Gallinago media
- Баранець звичайний, Gallinago gallinago
- Грицик великий, Limosa limosa
- Грицик малий, Limosa lapponica (A)
- Кульон середній, Numenius phaeopus
- Кульон тонкодзьобий, Numenius tenuirostris (A)
- Кульон великий, Numenius arquata
- Коловодник чорний, Tringa erythropus
- Коловодник звичайний, Tringa totanus
- Коловодник ставковий, Tringa stagnatilis
- Коловодник великий, Tringa nebularia
- Коловодник лісовий, Tringa ochropus
- Коловодник болотяний, Tringa glareola
- Мородунка, Xenus cinereus
- Набережник палеарктичний, Actitis hypoleucos
- Крем'яшник звичайний, Arenaria interpres
- Побережник ісландський, Calidris canutus (A)
- Побережник білий, Calidris alba
- Побережник малий, Calidris minuta
- Побережник білохвостий, Calidris temminckii
- Побережник арктичний, Calidris melanotos
- Побережник червоногрудий, Calidris ferruginea
- Побережник чорногрудий, Calidris alpina
- Побережник болотяний, Calidris falcinellus
- Брижач, Calidris pugnax
- Плавунець круглодзьобий, Phalaropus lobatus
- Плавунець плоскодзьобий, Phalaropus fulicarius

Родина: Поморникові (Stercorariidae)
- Поморник великий, Stercorarius skua
- Поморник середній, Stercorarius pomarinus (A)
- Поморник короткохвостий, Stercorarius parasiticus

Родина: Мартинові (Laridae)
- Мартин сизий, Larus canus
- Мартин чорнокрилий, Larus fuscus
- Larus michahellis
- Мартин севанський, Larus armenicus (A)
- Мартин звичайний, Chroicocephalus ridibundus
- Мартин тонкодзьобий, Chroicocephalus genei
- Мартин сіроногий, Ichthyaetus audouinii
- Мартин каспійський, Ichthyaetus ichthyaetus
- Мартин середземноморський, Ichthyaetus melanocephalus
- Мартин малий, Hydrocoloeus minutus
- Крячок чорнодзьобий, Gelochelidon nilotica
- Крячок каспійський, Hydroprogne caspia
- Крячок бенгальський, Thalasseus bengalensis
- Крячок рябодзьобий, Thalasseus sandvicensis
- Крячок рожевий, Sterna dougallii
- Крячок річковий, Sterna hirundo
- Крячок полярний, Sterna paradisaea
- Крячок малий, Sternula albifrons
- Крячок білощокий, Chlidonias hybrida
- Крячок білокрилий, Chlidonias leucopterus
- Крячок чорний, Chlidonias niger

## Рябкоподібні(Pterocliformes)
Родина: Рябкові (Pteroclidae)
- Рябок білочеревий, Pterocles alchata
- Рябок сенегальський, Pterocles senegallus
- Рябок чорночеревий, Pterocles orientalis
- Рябок рудоголовий, Pterocles coronatus

## Голубоподібні(Columbiformes)
Родина: Голубові (Columbidae)
- Голуб сизий, Columba livia
- Голуб-синяк, Columba oenas (A)
- Припутень, Columba palumbus (A)
- Горлиця звичайна, Streptopelia turtur
- Горлиця садова, Streptopelia decaocto
- Горлиця мала, Spilopelia senegalensis

## Папугоподібні(Psittaciformes)
Родина: Psittaculidae
- Папуга Крамера, Psittacula krameri (I)

## Зозулеподібні(Cuculiformes)
Родина: Зозулеві (Cuculidae)
- Зозуля чубата, Clamator glandarius
- Зозуля звичайна, Cuculus canorus

## Совоподібні(Strigiformes)
Родина: Сипухові (Tytonidae)
- Сипуха крапчаста, Tyto alba

Родина: Совові (Strigidae)
- Сплюшка євразійська, Otus scops
- Пугач пустельний, Bubo ascalaphus
- Сич хатній, Athene noctua
- Сова вухата, Asio otus
- Сова болотяна, Asio flammeus

## Дрімлюгоподібні(Caprimulgiformes)
Родина: Дрімлюгові (Caprimulgidae)
- Дрімлюга іспанський, Caprimulgus ruficollis (A)
- Дрімлюга звичайний, Caprimulgus europaeus
- Дрімлюга буланий, Caprimulgus aegyptius

## Серпокрильцеві(Apodiformes)
Родина: Серпокрильцеві (Apodidae)
- Серпокрилець білочеревий, Apus melba
- Серпокрилець чорний, Apus apus
- Серпокрилець блідий, Apus pallidus
- Серпокрилець малий, Apus affinis

## Сиворакшоподібні(Coraciiformes)
Родина: Рибалочкові (Alcedinidae)
- Рибалочка блакитний, Alcedo atthis
- Рибалочка строкатий, Ceryle rudis (A)

Родина: Бджолоїдкові (Meropidae)
- Merops viridissimus
- Бджолоїдка зелена, Merops persicus
- Бджолоїдка звичайна, Merops apiaster

Родина: Сиворакшові (Coraciidae)
- Сиворакша євразійська, Coracias garrulus
- Сиворакша абісинська, Coracias abyssinica (A)

## Bucerotiformes
Родина: Одудові (Upupidae)
- Одуд, Upupa epops

Родина: Дятлові (Picidae)
- Крутиголовка звичайна, Jynx torquilla

## Горобцеподібні(Passeriformes)
Родина: Жайворонкові (Alaudidae)
- Жайворонок вохристий, Ammomanes cinctura
- Жайворонок пустельний, Ammomanes deserti
- Пікір великий, Alaemon alaudipes
- Жайворонок товстодзьобий, Ramphocoris clotbey
- Жайворонок степовий, Melanocorypha calandra
- Жайворонок малий, Calandrella brachydactyla
- Жайворонок сірий, Alaudala rufescens
- Жайворонок-серподзьоб, Chersophilus duponti
- Посмітюха звичайна, Galerida cristata
- Посмітюха короткопала, Galerida theklae
- Жайворонок лісовий, Lullula arborea
- Жайворонок польовий, Alauda arvensis
- Жайворонок близькосхідний, Eremophila bilopha

Родина: Ластівкові (Hirundinidae)
- Ластівка берегова, Riparia riparia
- Ластівка скельна, Ptyonoprogne rupestris
- Ластівка афро-азійська, Ptyonoprogne fuligula
- Ластівка сільська, Hirundo rustica
- Ластівка даурська, Cecropis daurica
- Ластівка міська, Delichon urbicum

Родина: Плискові (Motacillidae)
- Плиска біла, Motacilla alba
- Плиска жовта, Motacilla flava
- Плиска гірська, Motacilla cinerea
- Щеврик польовий, Anthus campestris
- Щеврик лісовий, Anthus trivialis
- Щеврик лучний, Anthus pratensis
- Щеврик червоногрудий, Anthus cervinus
- Щеврик гірський, Anthus spinoletta

Родина: Золотомушкові (Regulidae)
- Золотомушка жовточуба, Regulus regulus
- Золотомушка червоночуба, Regulus ignicapillus

Родина: Пронуркові (Cinclidae)
- Пронурок біловолий, Cinclus cinclus (A)

Родина: Воловоочкові (Troglodytidae)
- Волове очко, Troglodytes troglodytes

Родина: Тинівкові (Prunellidae)
- Тинівка лісова, Prunella modularis

Родина: Дроздові (Turdidae)
- Дрізд гірський, Turdus torquatus
- Дрізд чорний, Turdus merula
- Чикотень, Turdus pilaris
- Дрізд білобровий, Turdus iliacus
- Дрізд співочий, Turdus philomelos
- Дрізд-омелюх, Turdus viscivorus

Родина: Тамікові (Cisticolidae)
- Таміка віялохвоста, Cisticola juncidis

Родина: Вертункові (Scotocercidae)
- Вертунка, Scotocerca inquieta

Родина: Кобилочкові (Locustellidae)
- Кобилочка-цвіркун, Locustella naevia
- Кобилочка солов'їна, Locustella luscinioides

Родина: Очеретянкові (Acrocephalidae)
- Очеретянка тонкодзьоба, Acrocephalus melanopogon
- Очеретянка лучна, Acrocephalus schoenobaenus
- Очеретянка ставкова, Acrocephalus scirpaceus
- Очеретянка велика, Acrocephalus arundinaceus
- Берестянка бліда, Iduna pallida
- Берестянка західна, Iduna opaca
- Берестянка багатоголоса, Hippolais polyglotta
- Берестянка звичайна, Hippolais icterina

Родина: Вівчарикові (Phylloscopidae)
- Вівчарик весняний, Phylloscopus trochilus
- Вівчарик-ковалик, Phylloscopus collybita
- Вівчарик світлочеревий, Phylloscopus bonelli
- Вівчарик золотогузий, Phylloscopus orientalis (A)
- Вівчарик жовтобровий, Phylloscopus sibilatrix
- Вівчарик лісовий, Phylloscopus inornatus

Родина: Кропив'янкові (Sylviidae)
- Кропив'янка чорноголова, Sylvia atricapilla
- Кропив'янка садова, Sylvia borin
- Кропив'янка сіра, Curruca communis
- Кропив'янка прудка, Curruca curruca
- Кропив'янка африканська, Curruca deserti
- Кропив'янка співоча, Curruca hortensis
- Кропив'янка товстодзьоба, Curruca crassirostris
- Кропив'янка Рюпеля, Curruca ruppeli
- Кропив'янка середземноморська, Curruca melanocephala
- Кропив'янка піренейська, Curruca conspicillata
- Кропив'янка алжирська, Curruca deserticola
- Кропив'янка прованська, Curruca undata
- Кропив'янка сардинська, Curruca sarda

Родина: Мухоловкові (Muscicapidae)
- Скеляр строкатий, Monticola saxatilis
- Скеляр синій, Monticola solitarius
- Мухоловка сіра, Muscicapa striata
- Мухоловка строката, Ficedula hypoleuca
- Мухоловка кавказька, Ficedula semitorquata (A)
- Мухоловка білошия, Ficedula albicollis
- Мухоловка мала, Ficedula parva
- Вільшанка, Erithacus rubecula
- Соловейко східний, Luscinia luscinia (A)
- Соловейко західний, Luscinia megarhynchos
- Синьошийка, Luscinia svecica
- Соловейко рудохвостий, Cercotrichas galactotes
- Горихвістка чорна, Phoenicurus ochruros
- Горихвістка звичайна, Phoenicurus phoenicurus
- Горихвістка алжирська, Phoenicurus moussieri
- Трав'янка лучна, Saxicola rubetra
- Трав'янка європейська, Saxicola rubicola
- Oenanthe leucopyga
- Кам'янка білогуза, Oenanthe leucura
- Кам'янка звичайна, Oenanthe oenanthe
- Oenanthe lugens
- Oenanthe finschii (A)
- Кам'янка рудогуза, Oenanthe moesta
- Кам'янка лиса, Oenanthe pleschanka
- Кам'янка іспанська, Oenanthe hispanica
- Oenanthe xanthoprymna (A)
- Кам'янка пустельна, Oenanthe deserti
- Кам'янка попеляста, Oenanthe isabellina

Родина: Leiothrichidae
- Кратеропа сахарська, Argya fulva

Родина: Синицеві (Paridae)
- Синиця блакитна, Cyanistes caeruleus
- Синиця канарська, Cyanistes teneriffae

Родина: Нектаркові (Nectariniidae)
- Саїманга довгохвоста, Hedydipna metallica

Родина: Вивільгові (Oriolidae)
- Вивільга звичайна, Oriolus oriolus

Родина: Сорокопудові (Laniidae)
- Сорокопуд терновий, Lanius collurio
- Сорокопуд сірий, Lanius excubitor
- Сорокопуд чорнолобий, Lanius minor
- Сорокопуд білолобий, Lanius nubicus
- Сорокопуд червоноголовий, Lanius senator

Родина: Гладіаторові (Malaconotidae)
- Чагра велика, Tchagra senegala

Родина: Воронові (Corvidae)
- Сойка звичайна, Garrulus glandarius (A)
- Ворона чорна, Corvus corone
- Крук строкатий, Corvus albus
- Крук пустельний, Corvus ruficollis
- Крук звичайний, Corvus corax
- Ворона сіра, Corvus cornix

Родина: Шпакові (Sturnidae)
- Шпак рожевий, Pastor roseus
- Шпак звичайний, Sturnus vulgaris
- Sturnus unicolor

Родина: Вівсянкові (Emberizidae)
- Вівсянка гірська, Emberiza cia
- Вівсянка садова, Emberiza hortulana
- Вівсянка сивоголова, Emberiza caesia
- Вівсянка сахарська, Emberiza sahari
- Вівсянка чорноголова, Emberiza melanocephala
- Вівсянка очеретяна, Emberiza schoeniclus
- Просянка, Emberiza calandra
- Вівсянка строкатоголова, Emberiza striolata

Родина: В'юркові (Fringillidae)
- Зяблик звичайний, Fringilla coelebs
- В'юрок, Fringilla montifringilla
- Шишкар ялиновий, Loxia curvirostra
- Зеленяк звичайний, Chloris chloris
- Чиж лісовий, Spinus spinus
- Щиглик звичайний, Carduelis carduelis
- Коноплянка, Linaria cannabina
- Щедрик європейський, Serinus serinus
- Костогриз звичайний, Coccothraustes coccothraustes
- Bucanetes githaginea

Родина: Горобцеві (Passeridae)
- Горобець хатній, Passer domesticus
- Горобець чорногрудий, Passer hispaniolensis
- Горобець пустельний, Passer simplex
- Горобець скельний, Petronia petronia